# César Rueda Gonzalo
César Rueda Gonzalo (Barcelona, 4 de setembre de 1924 - L'Hospitalet de Llobregat, 31 d'octubre de 1991) fou un futbolista català de les dècades de 1940 i 1950.

## Trajectòria
Es formà al futbol base del FC Barcelona, passant al primer equip del 1943. Romangué al club fins al 1950, però mai gaudí de molts minuts a l'onze inicial, i fou cedit diversos cops, al CF Badalona i al CE Sabadell. L'any 1950 fitxà pel Gimnàstic de Tarragona, on jugà tres temporades, i el 1953 a la UE Sant Andreu, on hi jugà quatre temporades més.
Un cop retirat fou entrenador a la UE Sant Andreu i al FC Vilafranca.